# 린바이홍
린보홍(임백굉, 중국어:林柏宏, 1988년 1월 27일 ~ )은 타이완의 배우 겸 가수이다.

## 출연 작품
- 퇴마 포송령 천녀유혼전
- 급19세적아자기
- 윙스 오버 에베레스트 - 한민셩 역